# Pseudagrion samoense
Pseudagrion samoense är en trollsländeart som beskrevs av Fraser 1925. Pseudagrion samoense ingår i släktet Pseudagrion och familjen dammflicksländor. Inga underarter finns listade i Catalogue of Life.